# Журуа
Журуа́ (порт. Juruá) — правый приток Амазонки.

## Этимология
Название от наименования на языке индейцев тупи-гуарани журу — «устье, проход».

## Общие характеристики
Длина 3280 км, площадь бассейна реки 224 тыс. км². Исток реки — Ла-Монтанья (Перу), в предгорьях Перуанских Анд, в верховье протекает в направлении с юга на север, в среднем и нижнем течении русло Журуа извилистое, там река пересекает Амазонскую низменность по штатам Бразилии — Акри (муниципалитеты микрорегиона Крузейру-ду-Сул в мезорегионе Вали-ду-Журуа: Марешал-Тауматургу, Порту-Валтер, Родригес-Алвес и Крузейру-ду-Сул) и Амазонас, там протекая в направлении на восток приминает крупнейший свой приток (правый) — реку Тараука, затем течёт на северо-запад в русле с заболоченными берегами.
Средний расход воды около 9000 м³/с, питание дождевое: река многоводна с января по май, а в августе — октябре маловодна.
Бассейн реки заселён в основном в среднем течении реки. Река судоходна на протяжении 1823 км, с устья до муниципалитета Крузейру-ду-Сул. В междуречье Журуа и её притока Тефе есть нефтегазовое месторождение.